# Gianluca Vaccarini
Gianluca Vaccarini Franco (Cruz Alta, Córdoba; 27 de agosto de 1993) es un futbolista argentino. Juega como delantero y su primer equipo fue Rosario Central. Actualmente milita en el S.D Portmany, en su 2.ª temporada (3.ª RFEF), luego de una destacada temporada en Inter Ibiza de la Tercera RFEF en España equipo al que se incorporó en marzo de 2021 y con el que consiguió el ascenso. Es sobrino del exfutbolista y actual director técnico Darío Franco.

## Clubes
| Club                  | País      | Año       |
| --------------------- | --------- | --------- |
| Rosario Central       | Argentina | 2012-2014 |
| Libertad de Sunchales | Argentina | 2015      |
| Pioneros de Cancún    | México    | 2015      |
| Deportivo Camioneros  | Argentina | 2016      |
| Inter de Madrid       | España    | 2016-2017 |
| Newbery & Everton     | Argentina | 2018-2019 |
| Inter Ibiza           | España    | 2021      |

|S.D.Portmany
| España
|2022-2023